# سوسیال دموکراسی کردستان ایران

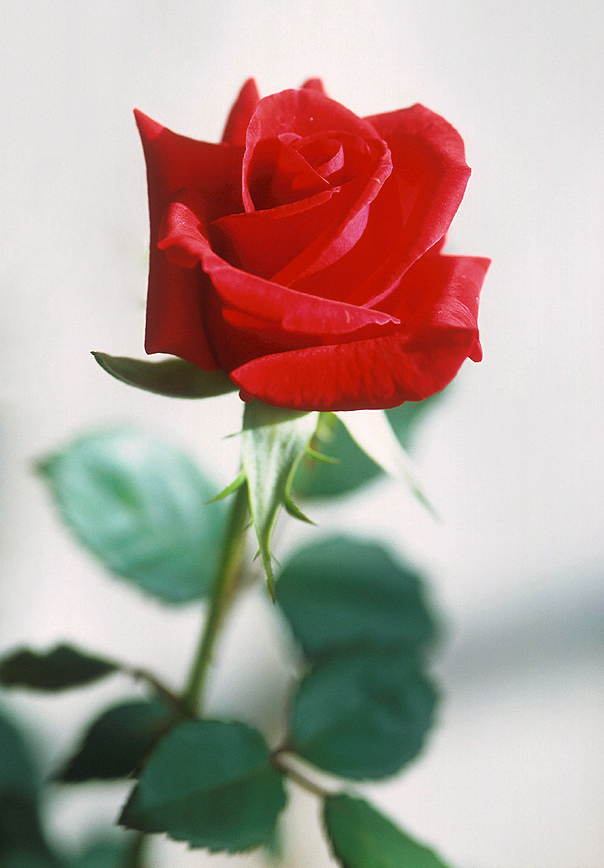
گل رز قرمز معمولاً به عنوان نماد مردم‌سالاری سوسیال به کار می‌رود. این نماد در دوره‌ای پس از جنگ جهانی دوم انتخاب شد.

در کردستان ایران تنها یک حزب با برنامه سوسیال دموکراسی مشغول به فعالیت است، حزب کومهله کردستان ایران. و یک حزب دیگر با برنامه سوسیالیسم دمکراتیک: حزب دموکرات کردستان ایران .
حزب کومهله کردستان ایران در سال ۱۹۶۹ تأسیس و با سوسیالیست اجتماعی فعالیت خود را آغاز کرد. در سال ۱۹۸۳ طی یک ائتلاف با چند حزب چپ دیگر ایران، فعالیت خود را در چهار چوب حزب کومونیست ایران با نام کومهله ادامه داد. کومهله در سال ۲۰۰۰ با نگرشی جدید و برنامه نو برای تحقق حقوق ملت کرد در ایران و شکستن سیستم متمرکز و نادموکراتیک نظام سیاسی و سیاستی سوسیال دموکراسی از حزب کومونیست ایران جدا و به یک حزب با پیرو از سوسیال دموکراسی در کردستان ایران تبدیل شد.
حزب دموکرات کردستان ایران در سال ۱۹۲۴ تأسیس گردید و از کنگره ۳ به بعد شعار اصلی آن: دموکراسی برای ایران و خودمختاری برای کردستان بود. سالها بعد از تأسیس این حزب در دهه ۸۰ میلادی، سوسیالیسم دمکراتیک را در برانامه سیاسی خود گنجانید.
در سال ۲۰۰۴ و پس از گذشت نیم قرن در کنگره ۱۳ خود شعار اصلی خود را به فدرالیسم تغییر داد، و از آن پس تحت شعار تأمین حق حقوق ملی خلق کرد در چهارچوب ایرانی دموکراتیک و فدرال ادامه داد، پس از تشدید اختلافات داخلی این حزب در سال ۲۰۰۶ نیمی از اعضای آن جدا و از آن پس فعالیتهای خود را با نام حزب دموکرات کردستان ادامه دادند؛ در سال ۲۰۲۲ پس از ۱۶ سال دو حزب بار دیگر به یکدیگر پیوسته و تحت نام حزب دموکرات کردستان ایران فعالیت مشترک خود را تحت رهبری واحد تداوم بخشیدند.
تفاوت سوسیالیسم دموکراتیک و سوسیال‌دموکراسی در معادلات سیاسی شناخته شده‌است.

## ائتلاف بین‌المللی سوسیال دموکراسی
- انترناسیونال سوسیالیست[۱۰]

حزب کومله کردستان ایران، حزب دموکرات کردستان ایران و حزب دموکرات کردستان، اعضای سازمان نامبرده هستند.
- سازمان اتحاد پیشرو[۱۱]

حزب کومله کردستان ایران و حزب دموکرات کردستان ایران از اعضای رسمی سازمان نامبرده هستند